# Jo Cox
Pour les articles homonymes, voir Cox.
Helen Joanne Cox, dite Jo Cox, née Leadbeater le 22 juin 1974 à Batley et morte assassinée le 16 juin 2016 à Birstall, est une femme politique britannique.
Membre du Parti travailliste, elle est députée à la Chambre des communes à partir de 2015. Elle prend position sur la guerre civile syrienne et mène campagne en faveur du maintien du Royaume-Uni dans l'Union européenne, contre le Brexit.
Elle est assassinée en 2016 par un militant d’extrême droite. Son meurtre déclenche une vive émotion au Royaume-Uni, entraînant de nombreuses polémiques et la suspension temporaire de la campagne pour le référendum sur l'appartenance du Royaume-Uni à l'Union européenne.

## Biographie

### Jeunesse
Helen Joanne Leadbeater naît à Batley, dans le Yorkshire de l'Ouest, une région industrielle. Issue d'une famille modeste, son père est ouvrier dans une usine de cosmétiques et sa mère secrétaire dans une école. 
Avant d'entrer à l'université en 1992, elle passe ses vacances scolaires comme ouvrière à l'emballage des tubes de dentifrice, là où son père travaille. Elle étudie les sciences sociales et politiques au Pembroke College de Cambridge, où elle obtient son diplôme en 1995,, puis à la London School of Economics. Elle témoignera par la suite du décalage social qu'elle ressentait par rapport aux autres élèves issus de milieux plus aisés : « j'ai pris conscience que le plus important, pour la plupart de mes condisciples, c’était où vous étiez né, la façon dont vous parliez, et qui vous connaissiez. Moi, je n'étais pas de droite et je ne connaissais personne ».
Elle travaille ensuite comme conseillère politique de la députée travailliste Joan Walley (en) à partir de 1995. Elle rejoint en 2002 Oxfam International au sein de la coordination de l'ONG ; elle intervient notamment dans les conflits au Darfour, en République démocratique du Congo et en Bosnie, dans un camp de familles de rescapés du massacre de Srebrenica, où elle rencontre son futur mari, et grimpe dans la hiérarchie de l'ONG, devenant chef des campagnes humanitaires à New York. Elle a également travaillé dans plusieurs organisations caritatives comme Save the Children, Freedom Fund (en) et la fondation Bill-et-Melinda-Gates.

### Parcours politique
Après avoir été l'assistante de plusieurs députés et avoir travaillé à partir de 2009 avec Sarah Brown, épouse du Premier ministre Gordon Brown, Jo Cox est investie par le Parti travailliste dans la circonscription de Batley et Spen pour les élections générales de 2015. Elle est élue députée et succède à Mike Wood.
Elle est une des 36 députés britanniques à parrainer la candidature de Jeremy Corbyn en vue de l'élection à la direction du Parti travailliste de 2015, bien qu'elle ne fasse pas partie de l'aile gauche du parti. Elle vote finalement pour la blairiste Liz Kendall, et regrette plus tard, en 2016, son soutien au chef des travaillistes,. À la suite des élections locales en 2016, elle demande à Corbyn de démissionner, jugeant qu'il n'est « pas assez bon ». 
En octobre 2015, elle est co-auteure, avec le député conservateur Andrew Mitchell, d’un article dans The Observer sur le fait que les forces britanniques pourraient participer à un règlement éthique du conflit en Syrie. Elle lance un groupe interparlementaire des amis de la Syrie, dont elle prend la tête, ce même mois,. Elle s’abstient lors du vote sur l’intervention britannique en Syrie. Ses interventions sur la guerre civile en Syrie constituent l’une de ses principales campagnes en tant que parlementaire.
Peu avant sa mort, elle est considérée comme une « étoile montante » du Parti travailliste,. Elle se prononce pour le maintien du Royaume-Uni dans l'Union européenne, et travaille sur un rapport faisant état d'une augmentation significative des violences envers les personnes de confession musulmane en Grande-Bretagne, contre les femmes musulmanes en particulier. Elle critique également le gouvernement conservateur pour ne pas accueillir assez de réfugiés.

### Assassinat

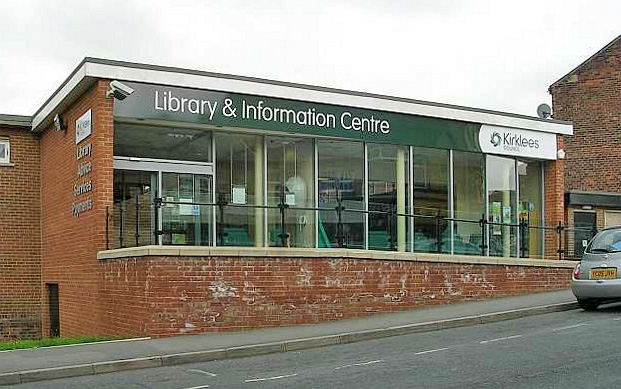
La bibliothèque de Birstall, dans le Yorkshire, où Jo Cox tenait une permanence avant d'être assassinée.

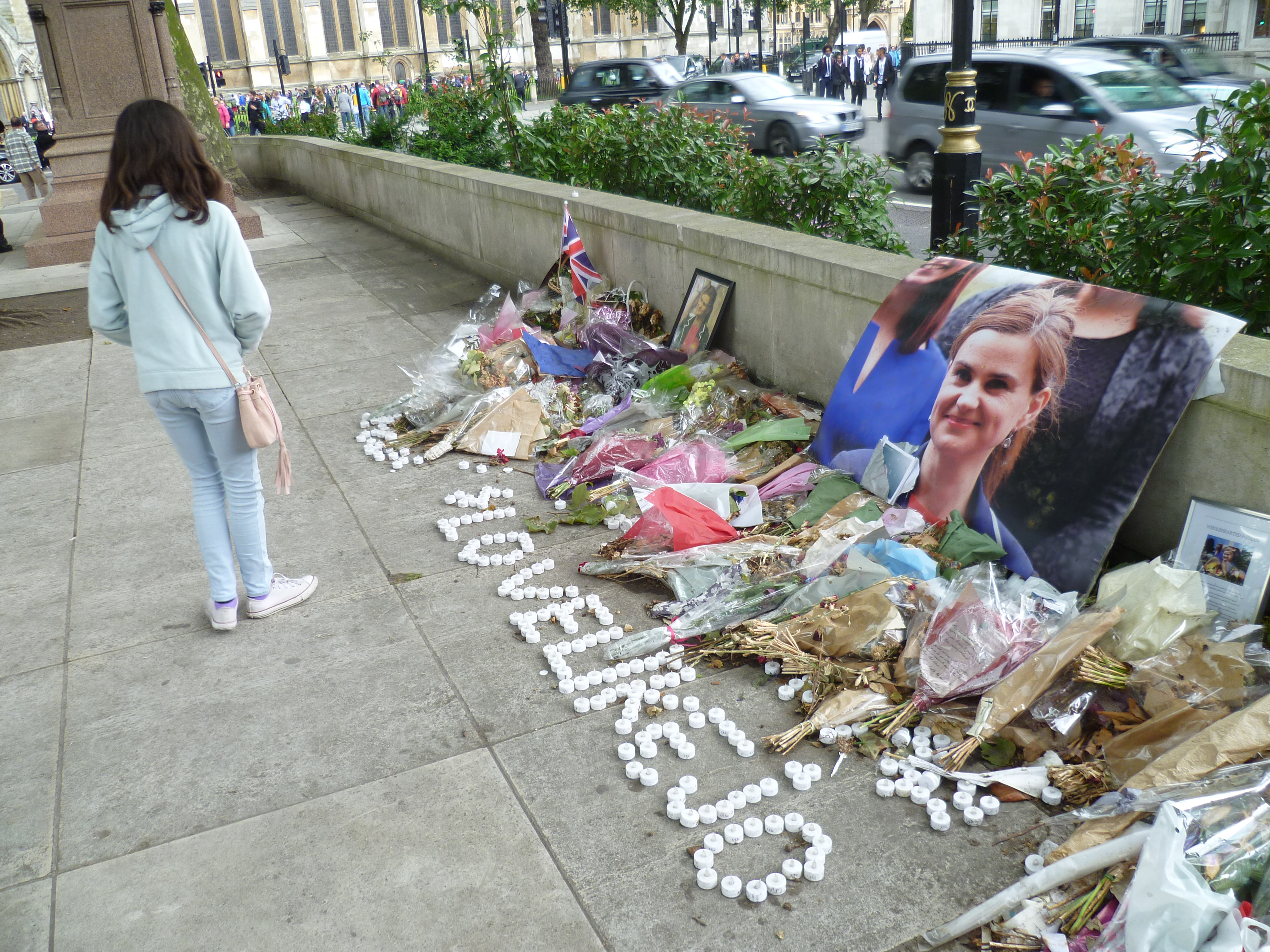
Mémorial à Parliament Square (Londres).

Place Jo-Cox dans le centre de Bruxelles (Belgique).

Le 16 juin 2016, Jo Cox est attaquée à l'arme à feu et au couteau par un homme, Thomas Mair, à l’extérieur de la bibliothèque de Birstall, où elle tenait une permanence,,. Elle succombe à ses blessures le même jour à l'hôpital général de Leeds,,.
D'après des témoins oculaires, elle a reçu trois coups de feu et a été poignardée à plusieurs reprises. Il est mentionné qu'un témoin aurait dit à la presse avoir entendu l’agresseur crier « Britain First ! » (peut-être une référence au parti nationaliste Britain First). Des médias mettent en doute ce témoignage, tandis que le groupe Britain First publie une déclaration déniant toute implication ou encouragement de l'attaque et suggérant que la phrase « ait pu être un slogan plutôt qu'une référence à notre parti ». 
Le tueur, Thomas Mair, aurait des liens avec l'Alliance nationale néo-nazie américaine. En novembre 2016, après un procès d'une semaine à l'Old Bailey, Mair fut reconnu coupable et condamné à la prison à vie. Le Monde, toutefois, rapporte qu'il n'est pas un malade mental, contrairement à ce qui avait pu être rapporté par les médias juste après l'assassinat. Le journal le décrit comme un loup solitaire d’extrême droite « nourrissant une haine obsessionnelle des « traîtres » à la race blanche. Un militant nationaliste isolé sans doute excité par la xénophobie ambiante ».
Dans le cadre du référendum sur l'appartenance du Royaume-Uni à l'Union européenne, la campagne est suspendue par les partisans et opposants au Brexit. Les études d'opinion conduites après son assassinat montrent une remontée des intentions de vote en faveur du maintien du pays dans l'Union européenne,,. Un hommage public lui est rendu en présence du Premier ministre conservateur, David Cameron, et du chef du Parti travailliste, Jeremy Corbyn ; la reine Élisabeth II écrit pour sa part un message de condoléances. Un parallèle est dressé avec l'assassinat, en 2003, de la ministre suédoise pro-euro Anna Lindh, à quatre jours de la tenue du référendum sur l'entrée de la Suède dans la zone euro,.
Sa petite sœur, Kim Leadbeater, remporte le 2 juillet 2021 l'élection partielle organisée sur la même circonscription de Jo Cox à la suite de la démission de Tracy Brabin, et siège comme MP sous les couleurs du Labour.

### Vie privée
Mariée depuis 2009 à Brendan Cox,, avec qui elle vivait sur une péniche amarrée près de Tower Bridge en raison de la crise immobilière londonienne. Elle est la mère de deux enfants, âgés de 3  et   5 ans au moment de sa mort.